# Machonet
Machonet egy brit sportlövő volt. Részt vett az 1896-os nyári olimpián Athénban.
Machonet valószínűleg egy, a görögből tévesen átírt családnév. Keresztneve ismeretlen. A játékok során a hadipuskával megrendezett lövészeti versenyen vett részt. Pontszáma és eredménye ismeretlen, de az biztos, hogy a 42 indulóból nem jutott be a legjobb 13-ba.

## Fordítás
Ez a szócikk részben vagy egészben  a   Machonet című angol Wikipédia-szócikk fordításán alapul.  Az eredeti cikk szerkesztőit annak laptörténete sorolja fel. Ez a jelzés csupán a megfogalmazás eredetét és a szerzői jogokat jelzi, nem szolgál a cikkben szereplő információk forrásmegjelöléseként.